# استخدام الأسمدة في نيبال
الزراعة هي المساهم الرئيسي في الناتج المحلي الإجمالي لاقتصاد نيبال والأسمدة تلعب دورًا حيويًا. متوسط متطلبات الأسمدة السنوية في نيبال لتجديد تغذية التربة هو 310 كجم لكل هكتار ولكن فقط 29 يضاف كيلوغرام من السماد إلى التربة. خمسون في المائة من فقدان المغذيات من التربة يحدث خلال موسم الرياح الموسمية المبكرة.
استخدام الأسمدة جديد نسبيًا في نيبال. حتى الخمسينيات من القرن الماضي، لم تكن الأسمدة الكيماوية تستخدم في نيبال وكانت جميع الأسمدة عضوية منتجة محليًا. حاليًا، يتم استخدام الأسمدة العضوية والكيميائية.

## الأسمدة العضوية

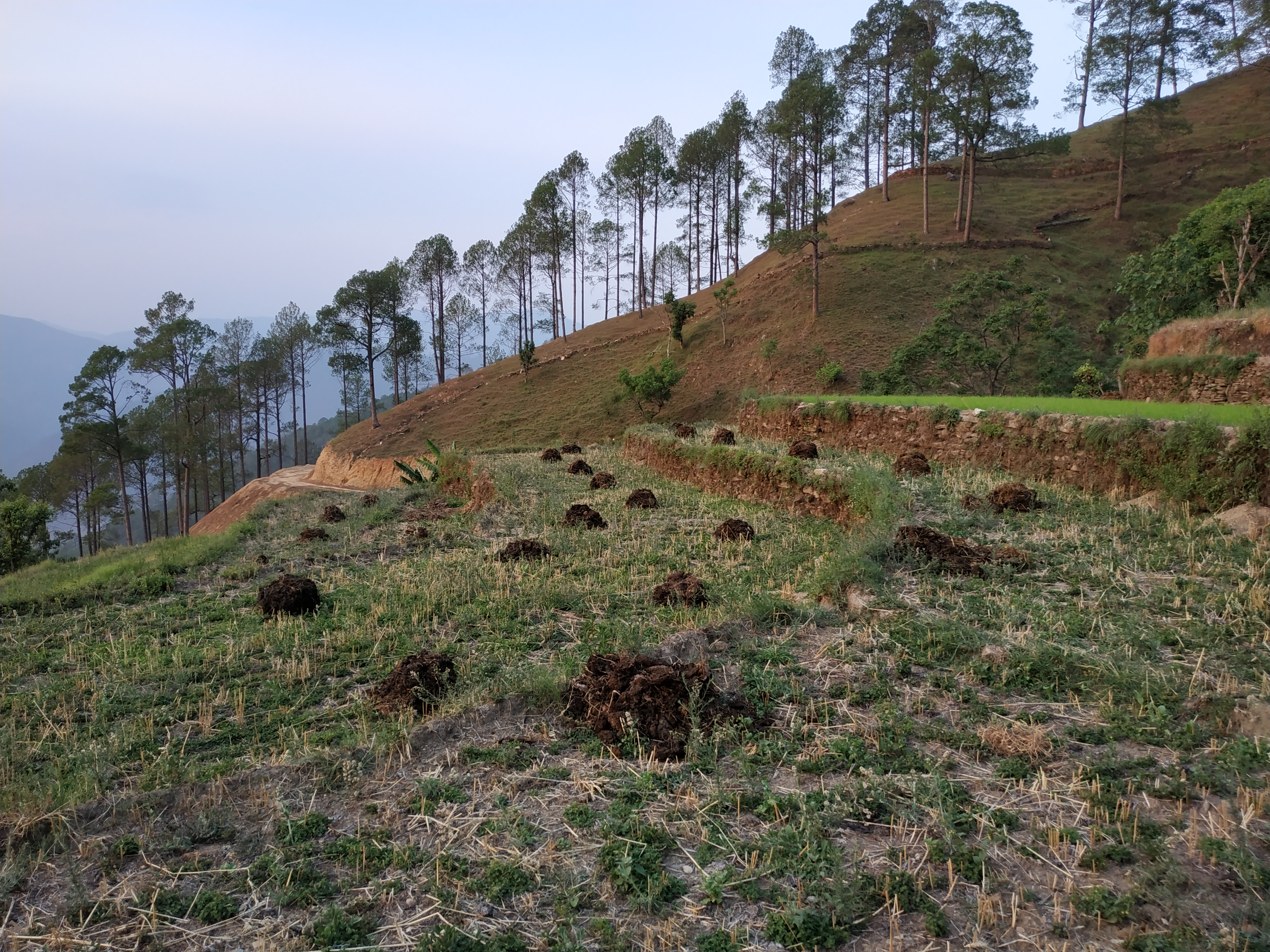
يُستخدم روث الأبقار كسماد عضوي في منطقة التلال

يتم إنتاج الأسمدة العضوية محليًا عن طريق إعادة تدوير المخلفات الزراعية والمخلفات الحيوانية. في المزارع الجبلية، يعتبر السماد العضوي وروث المزرعة المصدر التقليدي للأسمدة. تدعمُ الحكومة استخدام الأسمدة العضوية، وقد تبنت سياسة للترويج للأسمدة العضوية. تقدم وزارة الزراعة إعانة للمزارعين الذين يشترون الأسمدة العضوية بمعدل 10 روبية نيبالية للكيلوغرام أو 50٪ من سعر البيع أيهما منخفض. وبالمثل، فإن مصنع إنتاج الأسمدة العضوية مدعوم أيضًا من خلال توفير 50٪ من التكلفة. يوجد 25 مركزًا لإنتاج الأسمدة العضوية بطاقة إنتاجية سنوية إجمالية تبلغ 100.600 طن متري (2015 م). يتم سرد بعض من أهمها في الجدول. إلى جانب ذلك، يتم استيراد جزء من الأسمدة غير العضوية من الخارج.
| الاسم                                                            | السعة (طن متري/سنة) |
| ---------------------------------------------------------------- | ------------------- |
| شركة بيو تيك أورجانيك المحدودة                                   | 20000               |
| شركة صناعة الأسمدة العضوية في بوذا، ضنوسا                        | 10000               |
| شركة صناعات الأسمدة في جاناكبور، مورانج                          | 10000               |
| شركة أنابورنا لصناعة الأسمدة الزراعية، مورانج                    | 10000               |
| شركة نيبال النموذجية المتكاملة أجرو فيرم المحدودة، كافريبالانشوك | 5000                |

## الأسمدة الكيماوية
يعد استخدام الأسمدة الكيماوية جديدًا نسبيًا في نيبال. في الخمسينيات من القرن الماضي، كان يتم استيراد كمية صغيرة من كبريتات الأمونيوم من الهند. تبع ذلك الاستيراد من روسيا بواسطة الشركة الوطنيّة للتجارة المحدودة (بالإنجليزية: National Trading Limited)‏ (وكالة حكومية) حتى منتصف الستينيات لتسهيل استيراد وتوزيع الأسمدة، تأسست شركة المدخلات الزراعية (AIC) تحت إشراف وزارة الزراعة في عام 1966.
في عام 1974، دعمت الحكومة الأسمدة لبعض مناطق التلال المرتفعة ومناطق التلال المتوسطة بسبب ارتفاع الأسعار في السوق الدولية. ومع ذلك، كان السعر المحلي لا يزال أعلى بنسبة 15-20 ٪ من البلد المجاور (الهند) لتثبيط تدفق الأسمدة من نيبال. بدأت ألمانيا وكندا واليابان وفنلندا في أواخر الستينيات في توفير الأسمدة الكيماوية لنيبال على شكل مساعدات. ومع ذلك، هذا لم يستمر طويلا. بحلول التسعينيات، كان عدد قليل من البلدان فقط يقدم مساعدات الأسمدة.
في عام 1997، بدأت الحكومة في تحرير الدعم عن الأسمدة. بحلول عام 1999، تم رفع الدعم بالكامل عن جميع أنواع الأسمدة. أدى هذا إلى إزالة احتكار شركة المدخلات الزراعية وبدأ القطاع الخاص في المنافسة في سوق الأسمدة. لإضفاء الطابع المؤسسي على سياسة إلغاء القيود وتنظيم العمل بموجب هذه السياسة، أصدرت الحكومة أمر مراقبة الأسمدة في عام 1999. في عام 2002، تمت صياغة سياسة الأسمدة الوطنية وتم تقسيم شركة المدخلات الزراعية إلى منظمتين جديدتين. شركة المدخلات الزراعية المحدودة (AICL) المسؤولة عن أعمال الأسمدة وشركة البذور الوطنية المحدودة (NSCL). تم النظر في سياسة الأسمدة للتركيز على توفير الأسمدة عالية الجودة وبأسعار معقولة للمزارعين. في نوفمبر 2008، بدأت الحكومة مرة أخرى في دعم الأسمدة (العضوية والكيميائية) وتمت المصادقة عليها في 25 مارس 2009.

### الإنتاج والاستيراد
اعتبارًا من عام 2020، لم يتم إنتاج الأسمدة الكيماوية في نيبال. يتم استيرادها في الغالب من أو عبر الهند. في الثمانينيات، كانت هناك خطط لبناء المحطة وتم تنفيذ دراسة الجدوى، لكن لم يتم تنفيذ الخطط. يتم عرض استيراد الأسمدة الكيماوية (بالمتري) في المخطط الشريطي.

### أنواع الأسمدة الكيماوية
يتم استخدام سبعة أنواع من الأسمدة الكيماوية في نيبال. هذه هي اليوريا، فوسفات الأمونيوم، كلوريد البوتاسيوم، كبريتات الأمونيوم، سوبر فوسفات واحد، كبريتات فوسفات الأمونيوم وملصقات سماد. استخدام الأسمدة الكيماوية له اتجاه متزايد، وتُعتبر مادتي فوسفات الأمونيوم واليوريا من الأكثر استخدامًا.

## الجودة
تعتبر الأسمدة التي توفرها مصادر غير رسمية وغير قانونية (بشكل رئيسي من الهند) ذات نوعية رديئة. تم العثور على بعض التجار من القطاع الخاص لإعادة تعبئة الأسمدة المستوردة منخفضة الجودة في العلامات التجارية الشهيرة.